# 게도 (성전사 단바인)
게도(GEDO)는 애니메이션 성전사 단바인에 등장하는 가공의 병기이다. 아 나라에서 개발된 시제형 오라 배틀러이다. 본 항목에서는 그 파생형에 대해서도 설명한다. 명칭은 판타지 소설의 마법사 게드에서 유래한다.

## 게도
게도 ( GEDO)는 애니메이션 "성전사 단바인"에 등장하는, 아 나라에서 개발된 시제형오라 배틀러다. 애니메이션14-15화에 등장한다.
소설 "오라 배틀러 전기"에서는 카토그라I에 해당한다.

### 기체해설
바이스톤 웰에 소환된 쇼트 웨폰이, 오라 머신 픽시, 오라 밤 들로에 이어서 개발한 오라 머신이다. 바이스톤 웰 역사상 첫 인간형 오라 머신, 즉 '오라 배틀러'이며, 단바인의 원형기인 것 이외에도, 같은 아 나라에서 제작한 드라믈로나, 기븐 가가 제작한 다나 오시, 리 나라가 제작한 알담에도 영향을 주고 있다.
쇼트 웨폰은 지상에서는 원래 로봇 공학을 연구하고 있었고, 2족 보행 머신을 만들고 싶다는 꿈이 있었다. 그것을 실현한 것이 이 게도다. 당시는 아직 플레임 밤의 소형화에 성공하지 못했기 때문에, 오라 소드만을 장비하고, 오라 밤의 지원이 주된 임무이었다. 나중에 윙 캘리버 바라우가 개발될 때까지는, 오라 판쩌 아케론의 등에 타서 싸우는 모습도 자주 보였다고 한다.
조종하기 위해서는 대단히 높은 오라력이 요구되기 때문에, 대부분의 코몬으로서는 만족스럽게 탈 수 없어, 지상인을 소환하는 계기가 되었다. 최초에 만들어진 오라 배틀러인 만큼, 성능은 낮고, 실제로는 그다지 양산은 되지 않은 것 같다. 이 게도의 장갑이나 근육섬유 (오라 마르스), 골격, 바이오 컴퓨터, 생체신경계 등의 재료에는, 가공이 용이한 강수 키마이 라그가 사용되었다. 게도 및 그 발전기를 앞으로의 주력기로서 양산하기로 결정되었기 때문에, 키마이 라그는 남획되어, 그 개체 수는 격감해버렸다. 한편, 기체 색은 다갈색이다.
드레이크 루프트는, 각국에 이 게도를 판매해 가며 자신의 재력을 높이고 있었다. 이것에 의해, 오라 배틀러 건조 기술이 각국에 확산, 바이스톤 웰에 그때까지 존재하지 않던 기계를 채용한 대규모 전쟁을 초래하게 되었다. 또, 아 나라의 국왕에게도 헌상해서, 어디까지나 충실한 신하인 것처럼 가장하고 있었다.

### 극중에서의 활약
드레이크로부터 헌상된 아의 국왕 프라온 엘프의 군대가 사용.
이미 구형이 되어 있었기 때문에, 차례로 신형 오라 배틀러를 만들어 내고 있었던 드레이크군에게 당연하게도 격파되어 갔다. 드레이크의 반란을 전혀 예상하지 않고 있었던 프라온 왕의 영향 때문인지, 기체 정비도 변변히 하지 않고 있었던 모양이고, 전투 시에 엔진이 걸리지 않는다는 사고까지 발생하고 있었다.
"성전사 전설"에서는, 주인공이 처음으로 탑승한 오라 배틀러다. 드레이크로부터 구입하는 것으로 자국생산이 가능해지게 된다. 그러나, 그 직후에 생산할 수 있는 자국제 오라 배틀러 알담 쪽이 우수하기 때문에, 생산하는 메리트는 그다지 없다.

### 비고
메카닉 디자인은 이즈부치 유타카가 담당했다. 원래는 신형 오라 배틀러로서 디자인되고 있었기 때문에, 드라믈로나 다나 오시보다도 인간형에 가까운 실루엣이다. 단바인의 프로토 타입인 구식 오라 배틀러로 설정되었을 때에, 컨버터를 단바인과 같은 모양의 것으로 변경했다.
목차로 이동한다

## 시제형 단바인
시제형 단바인 ( PROTOTYPE DUNBINE)은 플레이 스테이션 게임 "성전사 단바인 성전사 전설"에 등장하는, 아 나라에서 개발된 시제형 오라 배틀러다. 프로토 단바인 ( PROTO DUNBINE)이라고도 불린다.

### 기체해설
단바인의 프로토타입이지만, 기체색만 쇼 자마의 단바인과 같을 뿐, 외견은 게도와 매우 흡사하다.
잠재적인 능력은 단바인을 상회한다고 하지만, 전체적으로 불안정해서, 대단히 높은 오라력을 가지지 않으면 능숙하게 탈 수는 없다.
게임 중에서는 왠지 모르게, 단바인과 같은 형의 4연장 오라 샷도 장비하고 있지만, 갈고리손톱을 가지지 않기 때문에, 어떻게 방아쇠를 당기는 것인지는 불분명하다.
목차로 이동한다

## 서바인
서바인 (SIRBINE)은 반다이 발행 잡지 'B-CLUB'에 연재된, 이즈부치 유타카의 연재 "AURA FHANTASM"에 등장하는, 아 나라에서 개발된 시제형 오라 배틀러다.
OVA "성전사 단바인 새로운 이야기"에서의 주역 로봇이며, OVA 전 화에 등장한다.

### 기체해설
쇼트 웨폰이 게도의 발전형으로서 개발한 오라 배틀러로서, 단바인의 프로토타입이라고도 말할 수 있는 기체이지만, 그 성능은 단바인을 압도적으로 능가한다. 그러나, 대단히 큰 오라력을 필요로 하는데다가, 핵폭발을 막을 만큼 강력한 힘을 숨기고 있었기 때문에, 쇼트 웨폰은 이 기체를 봉인해버렸다. "성전사 단바인 성전사 전설"에서는, 출력이 오라 배틀 쉽을 상회하고 있다.
그 후 700년간, 바란바란 (아 나라)의 국민에게 '하얀 비보'라고 전해지고 있었다.
장비는 오라 소드뿐이지만, 갈고리손톱을 가지기 때문에, 오라 샷도 사용 가능하다고 생각된다.

### 극중에서의 활약
코몬인 시온 자바 (쇼 자마)는 미 페라리오로서 수행하고 있었던 실키 마우에게 인도되어 성전사로서 각성하고, 서바인의 봉인을 풀었다. 그리고 흑기사 라반가 조종하는 즈와우쓰와 싸웠다.
실질적으로, 쇼 자마가 타는 3번째 오라 배틀러가 된다.

### 비고
당연히 이즈부치 유타카의 디자인이다. "AURA FHANTASM"과 OVA "성전사 단바인"에서는 약간이지만 디자인이 변경되고 있다. 한편, 서바인이란 원래 텔레비전 애니메이션 "성전사 단바인"의 기획 시의 타이틀 및 주역기의 명칭이었다. 그 때문에, 단바인에 매우 흡사한 의장을 가지고 있다.
게임 "슈퍼 로봇 대전 시리즈"이나 "성전사 단바인 성전사 전설"에서는, 주로 숨겨진 기체로서 등장한다.
목차로 이동한다

## 티타니아
티타니아 (TITANIA)는 미디어 웍스 발행 잡지 '전격 하비 매거진'에 연재된, 이즈부치 유타카의 연재 "신 AURA FHANTASM"에 등장하는, 아 나라에서 개발된 시제형 오라 배틀러다.

### 기체해설
티타니아는 여성 탑승자용으로 개발된 오라 배틀러다. 이 시기, 쇼트 웨폰은 탑승자의 오라력에 의해 기체의 성능이 극적으로 변화되는 것에 주목하고 있었고, 본 기체는 여성이 탑승하면 어떻게 될지를 조사하기 위한 실험기라고 생각된다.
여성용으로 여겨질 만큼 전체적으로 스마트하고 세련되어서, 언뜻 보기엔 게도와는 좀 거리가 먼 외견을 하고 있다.
목차로 이동한다

## 카토그라I
카토그라I은 토미노 요시유키의 소설 "오라 배틀러 전기"에 등장하는, 아 나라에서 개발된 시제형 오라 배틀러다. 소설 1-4권에 등장한다. 극중에서는 그냥 카토그라라고 불리는 적이 많다.
애니메이션 "성전사 단바인"에서는 게도혹은 단바인에 해당한다.

### 기체해설
소설 판의 설정에서는, 바이스톤 웰에 소환된 쇼트 웨폰이, 오라 밤 도메 다음으로 개발한 바이스톤 웰 역사상 첫 인간형 오라 머신, '오라 배틀러'다. 프로토타입이 4기 개발되었다.
아 나라의 국왕인 드레이크 루프트는 도메와 카토그라를 양산하는 것이 대 가로우 랑 전에 유효하다고 생각하고, 그것을 실천하게 했다.

### 극중에서의 활약
주인공 죠크 (城毅)가 도메 다음으로 탄 오라 머신이며, 다양한 개조를 받으면서도 최후까지 애기로서 사용했다. 프로토타입 1호기에 번 바닝스, 프로토타입 2호기에 죠크, 프로토타입 3호기에 가랄리아 냠히가 탑승했다.
기이 구가가 거느린 가로우 랑들이 강수 드라고 브라와 전사 미이를 투입한 싸움에, 가랄리아 기는 손상하고, 가로우 랑들이 가지고 달아나 버린다. 그 후 접촉해 온 가로우 랑들의 제안에 편승해, 번은 니 기븐 일행을 수리 부대로 가장한 회수 부대로서 넘겨줬지만, 니 일행은 약품으로 조종되어, 검게 칠해진 카토그라를 고쳐버린다. 그리고 검은 카토그라에는 가로우 랑 헬레나가 탑승하고, 가랄리아는 추가 생산된 기체에 탑승. 아 나라와 가로우 랑들과의 최후의 싸움에 돌입했다.

## 같이 보기
- 오라 머신 목록
- 단바인
- 드라믈로
- 다나 오시